# 가네코 다이키
가네코 다이키(일본어: 金子 大毅, 1998년 8월 28일~)는 일본의 축구 선수이다.

## 구단 경력
그는 2018년 J1리그의 쇼난 벨마레에 입단했다. 2018년에 J리그컵 우승을 차지했다. 2020년까지 56경기에 출전하여, 5득점을 넣었다. 2021년 우라와 레즈로 이적했다. 2022년 교토 상가 FC로 이적했다. 2024년까지 74경기에 출전하여, 1득점을 넣었다. 2025년 J2리그의 주빌로 이와타로 이적했다.